# Raakbundel

Informeel verkrijgt men de raakbundel van een variëteit (in dit geval een cirkel) door alle raakruimten (bovenste plaatje) te beschouwen, en ze op een gladde en niet-overlappende manier (onderste plaatje) samen te voegen.

In de differentiaalmeetkunde en de differentiaaltopologie, beide deelgebieden van de wiskunde is een raakbundel van een gladde (of differentieerbare) variëteit {\displaystyle M}, aangegeven door {\displaystyle T(M)} of slechts door {\displaystyle TM}, de disjuncte vereniging van de raakruimten van de punten {\displaystyle x} van {\displaystyle M}
{\displaystyle TM=\bigsqcup _{x\in M}T_{x}M}
Een element van {\displaystyle TM} is een paar {\displaystyle (x,v)}, waarvan {\displaystyle x\in M} en {\displaystyle v\in T_{x}M}, de corresponderende raakruimte aan {\displaystyle x}. Er bestaat een natuurlijke projectie
{\displaystyle \pi :TM\to M,\,(x,v)\mapsto x,}
die {\displaystyle (x,v)} afbeeldt op het basispunt {\displaystyle x}.